# Ebenavia
Ebenavia is een geslacht van hagedissen dat behoort tot de gekko's (Gekkota) en de familie Gekkonidae.

## Naam en indeling
De wetenschappelijke naam van de groep werd voor het eerst voorgesteld door Oskar Boettger in 1878. Er zijn zes soorten, inclusief drie soorten die pas in 2018 voor het eerst zijn beschreven. De geslachtsnaam Ebenavia is een eerbetoon aan Karl (of Carl Ebenau (1800 - 1879). Eigenlijk zou de naam gespeld moeten worden als Ebenauia maar mogelijk heeft Boettger de naam gelatiniseerd.

## Verspreiding en habitat
De hagedissen komen voor in delen van Afrika en leven op Madagaskar en omliggende eilanden zoals de Comoren. De soort Ebenavia safari komt daarnaast ook voor op het Tanzaniaanse eiland Pemba. De habitat bestaat uit zowel droge als vochtige tropische en subtropische bossen, scrublands en rotsige omgevingen.

## Beschermingsstatus
Door de internationale natuurbeschermingsorganisatie IUCN is aan twee soorten een beschermingsstatus toegewezen. Een soort wordt beschouwd als 'veilig' (Least Concern of LC) en een soort als 'bedreigd' (Endangered of EN).

## Soorten
Het geslacht omvat de volgende soorten, met de auteur en het verspreidingsgebied.
| Naam                  | Auteur                                                    | Verspreidingsgebied                             |
| --------------------- | --------------------------------------------------------- | ----------------------------------------------- |
| Ebenavia boettgeri    | Boulenger, 1885                                           | Madagaskar                                      |
| Ebenavia inunguis     | Boettger, 1878                                            | Noordwestelijk Madagaskar, Nosy Be              |
| Ebenavia maintimainty | Nussbaum & Raxworthy, 1998                                | Madagaskar                                      |
| Ebenavia robusta      | Hawlitschek, Scherz, Ruthensteiner, Crottini & Glaw, 2018 | Centraal-oostelijk Madagaskar                   |
| Ebenavia safari       | Hawlitschek, Scherz, Ruthensteiner, Crottini & Glaw, 2018 | Madagaskar, Comoren (Mayotte), Tanzania (Pemba) |
| Ebenavia tuelinae     | Hawlitschek, Scherz, Ruthensteiner, Crottini & Glaw, 2018 | Comoren (Grande Comore, Mohéli, Anjouan)        |